# Jagdschloss Fasanerie (Hermannsfeld)

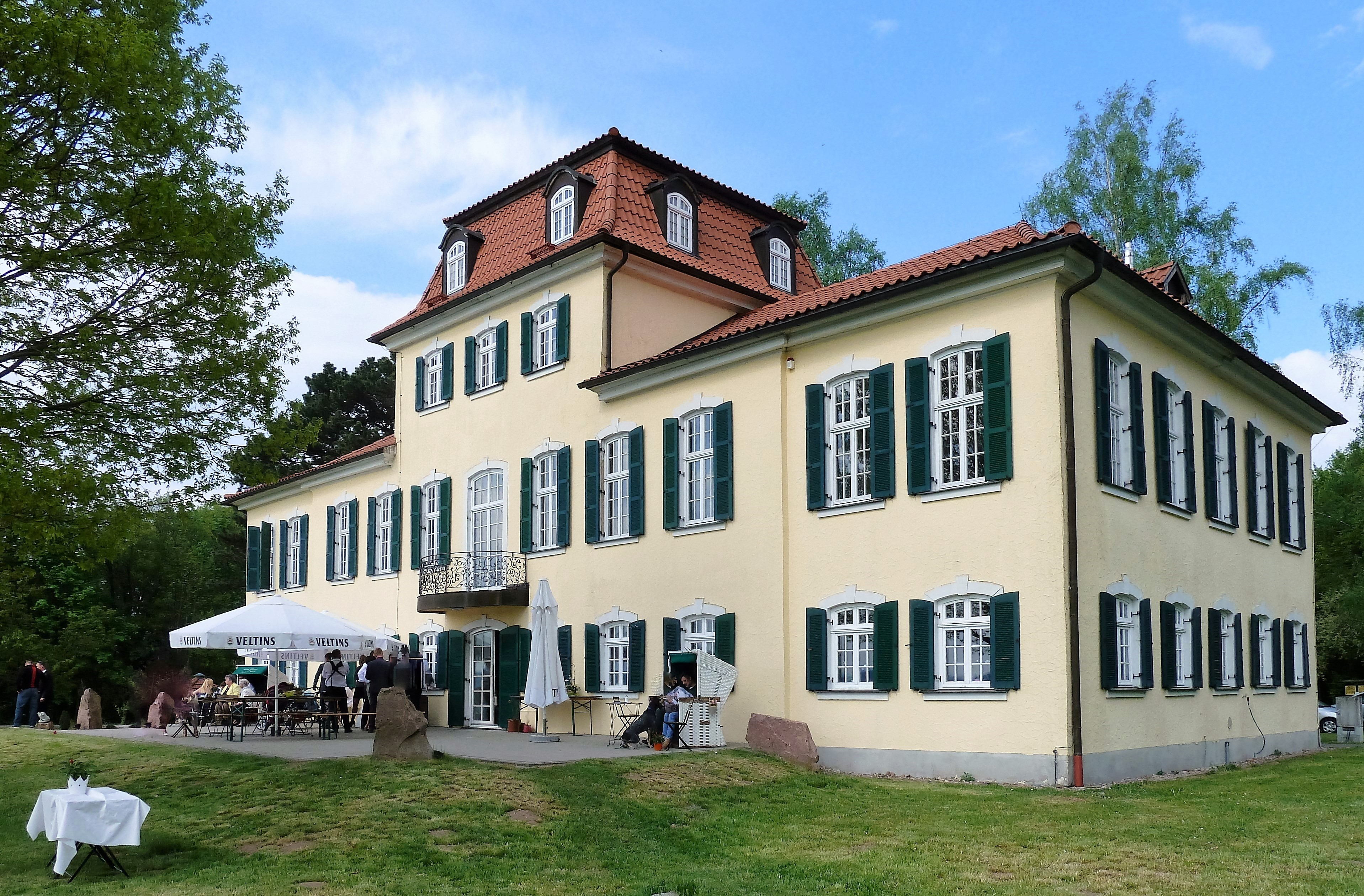
Die Fasanerie

Das Jagdschloss Fasanerie befindet sich beim Ortsteil Hermannsfeld der Gemeinde Rhönblick im Landkreis Schmalkalden-Meiningen in Thüringen.

## Lage
Das Schloss liegt am Rand eines Wäldchen östlich von Hermannsfeld an der Grenze zu Bayern rund zehn Kilometer südlich der Kreisstadt Meiningen. Unweit verlaufen die Landesstraßen L 3019 (ehemals Bundesstraße 19) und L 2625, von letzterer geht eine Zufahrtsstraße zum Schloss ab. Der Radfernweg Main-Werra (Würzburg–Meiningen) führt unmittelbar am Schloss vorbei. Vom Schloss bietet sich ein weiter Blick auf die südliche Rhön.

## Geschichte
Das zum Schloss gehörende Waldstück wurde bereits im 16. Jahrhundert als Tiergarten genutzt und diente ab 1680 den Herzögen von Sachsen-Meiningen als Jagdgrund. Herzog Georg I. ließ dann den schlichten klassizistischen Bau mit zwei Eckpavillons um 1790 erbauen. Während der napoleonischen Zeit gab es finanzielle und besatzungsmäßige Schwierigkeiten. Russische Kosaken plünderten 1813 durch das Werratal. Erst ab 1821 erlebte das Gelände unter Herzog Bernhard II. eine neue Blüte als herzogliches Jagd- und Ausflugsziel. Das Wäldchen wurde zum Naturpark, wo man in Gehegen Fasane, Rot- und Damwild hielt. Nach der Revolution von 1848 war der Naturpark allen Bürgern zugänglich. Unter Herzog Georg II. erlebten Schloss und Park ihre Blütezeit, als man neue Zuchtanlagen und Teiche anlegte. Nach der Abdankung von Herzog Bernhard III. im November 1918 kam das Anwesen zum Freistaat Sachsen-Meiningen und ab 1920 zum Land Thüringen.

### Nach dem Zweiten Weltkrieg
Nach dem Zweiten Weltkrieg fanden Flüchtlinge und Vertriebene sowie elternlose Kinder hier eine Heimstatt. Wegen der neuen innerdeutschen Grenze nutzten dann Einheiten der Roten Armee und später der Grenzpolizei das Schloss als Unterkunft. Ab den 1960er Jahren wurde das Schloss unter anderem von der Henneberger Schule genutzt. Vom Herbst 1959 bis Sommer 1961 wurde die Fasanerie als Außenstelle des Instituts für Lehrerbildung Meiningen genutzt. Nach 1977 stand es weitgehend leer. Auf Initiative der Bevölkerung konnte dem Verfall des Schlosses etwas Einhalt geboten werden.

### Nach der deutschen Wiedervereinigung
Die Fasanerie wurde von der Gemeinde Hermannsfeld und ab 1997 von der neuen Gemeinde Rhönblick übernommen und mit EU-Unterstützung saniert. Auch das Biosphärenreservat Rhön war mit beteiligt. Im Wäldchen legte man einen Natur- und Bienenlehrpfad an. Kurzzeitige Pächter des gesamten Anwesens war später der gemeinnützige Verein Bundesverband „Projekt 50“, der hier ein Kommunikationscenter errichten wollte. Nach Unstimmigkeiten wurde ihm 2015 gekündigt. Seit 2013 betreiben neue Pächter das Restaurant „Jägerstube“ und das Schloss wird für verschiedene Feste der Gemeinde genutzt.